# 第111独立領土防衛旅団 (ウクライナ領土防衛隊)
第111独立領土防衛旅団（だい111どくりつりょうどぼうえいりょだん、ウクライナ語: 111-та окрема бригада територіальної оборони）は、ウクライナ領土防衛隊の旅団。東部作戦管区隷下。

## 概要

### ドンバス戦争
2018年6月26日、ドンバス戦争の影響に伴い、ウクライナ領土防衛隊の動員が開始され、ルハーンシク州で創設された。

### ロシアのウクライナ侵攻

#### 東部・セベロドネツク戦線

第111独立領土防衛旅団旗

2022年2月24日、ロシアのウクライナ侵攻でルガンスク人民共和国と接する東部ルハーンシク州セヴェロドネツィク地区に配備され、旅団司令部、大隊本部が23人の職業軍人で維持されていたため、動員兵で充足して再編された。5月上旬にポパスナが陥落して主力部隊の第24独立機械化旅団が撤退するとセベロドネツク守備隊は軽歩兵のウクライナ国家親衛隊、ウクライナ領土防衛隊が主力となり、火力不足のためスボボダ大隊が連日メディアを通じて重火器供与を訴えた。中旬にはルガンスク人民共和国第2軍団の救援で第5諸兵科連合軍、第58諸兵科連合軍、第8諸兵科連合軍が攻勢を開始し、セヴェロドネツィク市外を防御していた第115独立機械化旅団（出典によれば当時は同じ旅団番号の第115独立領土防衛旅団と誤報されていた）隷下の1個中隊が無断撤退してロシア軍がセベロドネツク市内に侵入し、市街戦となり7月まで粘ったがセヴェロドネツィク、リシチャンシクが陥落してロシア軍はルハーンシク州全域を占領した。

#### 東部・スヴァトヴェ-クレミンナ戦線
2022年10月、東部ルハーンシク州セヴェロドネツィク地区に再配置され、クレミンナ方面を防御した。

#### 東部・ポクロウシク戦線
2024年7月、激戦地の東部ドネツィク州ポクロウシク地区に再配置され、友軍の救援でポクロウシク方面に展開した。

## 編制
- 旅団司令部（セヴェロドネツィク）
- 第110独立領土防衛大隊（セヴェロドネツィク）
- 第117独立領土防衛大隊（リシチャンシク）
- 第118独立領土防衛大隊（ルビージュネ）
- 第119独立領土防衛大隊（スタロビルスク）
- 第198独立領土防衛大隊（スヴァトヴェ）

- 火力支援中隊
- 迫撃砲中隊
- 対破壊工作中隊
- 戦闘・後方支援隊
- 衛生隊